# Węglowice (gmina)

Gmina na tle zmieniającego się podziału administracyjnego powiatu częstochowskiego

Węglowice (do 1868 Klepaczka) – dawna gmina wiejska, istniejąca w latach 1868–1954 oraz 1973–1976 w woj. kieleckim, katowickim, stalinogrodzkim i częstochowskim (dzisiejsze woj. śląskie). Siedzibą władz gminy były Węglowice.
Gmina Węglowice powstała za Królestwa Polskiego w 1868 roku z obszaru zniesionej gminy Klepaczka. Jednostka należała do powiatu częstochowskiego w guberni piotrkowskiej.
W okresie międzywojennym gmina Węglowice należała do powiatu częstochowskiego w woj. kieleckim. Po wojnie gmina przejściowo zachowała przynależność administracyjną, lecz już 6 lipca 1950 roku została wraz z całym powiatem częstochowskim przyłączona do woj. katowickiego (od 9 marca 1953 pod nazwą woj. stalinogrodzkie).
1 lipca 1952 roku gmina weszła w skład nowo utworzonego powiatu kłobuckiego. Jednocześnie gmina została mocno okrojona, kiedy duża część jej obszaru weszła w skład nowych gmin: gminy Konopiska (gromada Herby), gminy Wręczyca Wielka (gromady Długi Kąt, Wręczyca Mała i Wręczyca Wielka) i gminy Truskolasy (gromady Klepaczka i Kuleje).
Po owych zmianach (według stanu z 1 lipca 1952 roku) gmina Węglowice składała się z 10 gromad: Bieżeń, Borowe, Bór Zapilski, Cisie, Czarna Wieś, Jezioro, Łebki, Nowiny, Puszczew i Węglowice. Jednostka została zniesiona 29 września 1954 roku wraz z reformą wprowadzającą gromady w miejsce gmin.
Gmina została reaktywowana 1 stycznia 1973 roku w powiecie kłobuckim w woj. katowickim. 1 czerwca 1975 roku gmina weszła w skład nowo utworzonego woj. częstochowskiego. 15 stycznia 1976 roku gmina została zniesiona przez połączenie z dotychczasową gminą Wręczyca Wielka w nową gminę Wręczyca Wielka.